# Instytut Monitorowania Mediów
Instytut Monitorowania Mediów S.A. (skracane jako: IMM S.A.) – polska firma oferująca narzędzia i usługi z zakresu monitoringu mediów. IMM wyszukuje, analizuje i archiwizuje treści ukazujące się w środkach masowego przekazu. Monitoring IMM obejmuje: internet i media społecznościowe, prasę, radio i telewizję. W ofercie firmy znajduje się również monitoring reklam radiowych i telewizyjnych oraz dystrybucja informacji prasowych, a także dostęp do bazy dziennikarzy.
Na podstawie przygotowanych przez siebie wyników monitoringu IMM tworzy bardziej złożone produkty, takie jak analizy przekazów mediowych, ekwiwalent reklamowy (AVE) dla publikacji oraz raporty wizerunkowe. Wyniki monitoringu służą bieżącej ocenie efektywności działań public relations. Raporty wizerunkowe służą ocenie wizerunku firmy, organizacji lub produktu.

## Historia
- 2000–2001: wprowadzenie na rynek polski monitoringu radia i telewizji
- 2002: wprowadzenie na rynek polski monitoringu prasy i internetu; uruchomienie pierwszych oddziałów lokalnych; IMM staje się członkiem FIBEP, międzynarodowego stowarzyszenia firm monitorujących media
- 2002: IMM zarejestrowany jako spółka z ograniczoną odpowiedzialnością (KRS: 0000087624)
- 2003: pierwsze przejęcie na polskim rynku monitoringu mediów – IMM przejmuje konkurencyjną firmę Horabik i Media[3][4]
- 2004: stworzenie branżowego portalu PR-owego PRoto.pl
- 2006: uruchomienie monitoringu zagranicznych stacji telewizyjnych
- 2008: kupno większościowych udziałów w rumuńskiej spółce mediaTRUST Romania; uruchomienie usługi automatycznego monitoringu internetu (AMI)
- 2009: IMM wyróżniony tytułem Diamentu 2009 magazynu Forbes Polska[5]
- 2010: IMM wyróżniony tytułem Diamentu 2010 magazynu Forbes Polska[6]
- 2012: zarejestrowanie spółki komandytowej Instytut Monitorowania Mediów sp. z o.o. Marketing sp. k.
- 2021: 21 września staje się spółką akcyjną z połączenia spółek: Instytut Monitorowania Mediów sp. z o.o. sp. k. oraz Instytut Monitorowania Mediów sp. z o.o. Marketing sp. k.[7]
- 2024: IMM podpisał umowę inwestycyjną z PSMM Monitoring&More[8]. Firmy na razie będą działały pod dotychczasowymi nazwami, ale będą tworzyły także własne produkty. W styczniu 2024 roku IMM przejął także spółkę Newspoint[9].

## Raporty
IMM prowadzi działalność ośrodka informacji i dokumentacji i publikuje ogólnodostępne raporty i analizy.

### Raporty cykliczne
- "Najbardziej opiniotwórcze media w Polsce" – comiesięczny raport ukazujący się od 2003 roku. Dostarcza on informacji na temat liczby cytatów z mediów ukazujących się w innych mediach, z wyłączeniem agencji informacyjnych i przedruków. Stała wysoka liczba cytowań to jeden z elementów mających wpływ na zwiększenie wiarygodności i opiniotwórczości danego medium[10].
- "Raport wydatków reklamowych" – bada wydatki poniesione na reklamy w mediach tradycyjnych (prasa, radio, telewizja) przez firmy z poszczególnych branż. Wydatki szacowane są na podstawie oficjalnych cenników reklamowych danych mediów wyrażonych w kwotach netto[11][12].

### Raporty okazjonalne
- Wizja świata: emocje wyzwolone – raport analizujący główne wydania czterech największych wieczornych dzienników telewizyjnych: Panoramy (TVP2), Wiadomości (TVP1), Faktów (TVN) i Wydarzeń (Polsat) w okresie 1–30 listopada 2010.[13]
- Zawód ambiwalentny: dziennikarze 2010 – raport przedstawiający kondycję zawodu dziennikarza oparty na wynikach badań ankietowych[14].
- Wyścig o ESK 2016 – badanie aktywności medialnej kandydatów do tytułu Europejskiej Stolicy Kultury 2016[15].

## Działalność CSR
IMM prowadzi działalność z zakresu społecznej odpowiedzialności biznesu (CSR), współpracując z instytucjami kultury i wspomagając działania organizacji pożytku publicznego. 